# Élections municipales françaises de 1912
Des élections municipales se déroulent en France les 5 et 12 mai 1912.

## Résultats

### Ville de plus de 100 000 habitants
| Ville         | Population (1911) | Maire sortant | Maire sortant         | Parti        | Maire élu | Maire élu                   | Parti        |
| ------------- | ----------------- | ------------- | --------------------- | ------------ | --------- | --------------------------- | ------------ |
| Marseille     | 550 619           |               | Bernard Cadenat       | SFIO         |           | Jean-Baptiste-Amable Chanot | FR           |
| Lyon          | 523 796           |               | Édouard Herriot       | PRRRS        |           | Édouard Herriot             | PRRRS        |
| Bordeaux      | 261 678           |               | Jean Bouche           | SE           |           | Charles Gruet               | SE           |
| Lille         | 217 807           |               | Charles Delesalle     | Conservateur |           | Charles Delesalle           | Conservateur |
| Nantes        | 170 535           |               | Paul Bellamy          | PRRRS        |           | Paul Bellamy                | PRRRS        |
| Toulouse      | 149 576           |               | Raymond Leygue        | PRRRS        |           | Jean Rieux                  | SFIO         |
| Saint-Étienne | 148 656           |               | Jean-Antoine Neyret   |              |           | Jean-Antoine Neyret         |              |
| Nice          | 142 940           |               | Honoré Sauvan         | DVG          |           | François Goiran             | SE           |
| Le Havre      | 136 159           |               | Henry Génestal        |              |           | Henry Génestal              |              |
| Roubaix       | 122 723           |               | Eugène Motte          | FR           |           | Jean-Baptiste Lebas         | SFIO         |
| Reims         | 115 178           |               | Jean-Baptiste Langlet | PRRRS        |           | Jean-Baptiste Langlet       | PRRRS        |
| Toulon        | 104 582           |               | Joseph Gasquet        |              |           | Victor Micholet             |              |

### Arrondissement de Paris de plus de 100 000 habitants
| Arrondissement     | Population (1911) | Maire sortant | Maire sortant     | Parti | Maire élu | Maire élu         | Parti |
| ------------------ | ----------------- | ------------- | ----------------- | ----- | --------- | ----------------- | ----- |
| 8e arrondissement  | 104 660           |               | Philippe Maréchal |       |           | Philippe Maréchal |       |
| 9e arrondissement  | 119 670           |               | Mathieu Prévot    | PRD   |           | Mathieu Prévot    | PRD   |
| 10e arrondissement | 151 050           |               | Félix Girardin    |       |           | Félix Girardin    |       |
| 11e arrondissement | 242 550           |               | Henri Viet        |       |           | Henri Viet        |       |
| 16e arrondissement | 150 390           |               | Paul Gerente      |       |           | Paul Gerente      |       |
| 17e arrondissement | 215 860           |               | ?                 |       |           | ?                 |       |
| 18e arrondissement | 274 940           |               | Édouard Kleinmann |       |           | Édouard Kleinmann |       |
| 19e arrondissement | 155 950           |               | Mathurin Moreau   |       |           | Vivent            |       |
| 20e arrondissement | 180 470           |               | Henri Chassin     |       |           | Henri Chassin     |       |

### Le Havre
| Tête de liste                           | Tête de liste        | Liste | Premier tour | Second tour | Sièges |
| Tête de liste                           | Tête de liste        | Liste | %            | %           | CM     |
| --------------------------------------- | -------------------- | ----- | ------------ | ----------- | ------ |
|                                         | Henry Génestal       | ARD   | 25,65        | 60,56       | 12     |
| Liste de l'Union des Gauches            |                      |       | 25,65        | 60,56       | 12     |
|                                         | Théodore Maillart    | FR    | 24,17        | 60,56       | 8      |
| Liste Progressiste                      |                      |       | 24,17        | 60,56       | 8      |
|                                         | Henry de Grandmaison | ALP   | 16,93        | 60,56       | 6      |
| Liste de l'Action Libérale              |                      |       | 16,93        | 60,56       | 6      |
|                                         | Louis Allan          | SFIO  | 10,34        | 60,56       | 3      |
| Liste de la Section Socialiste du Havre |                      |       | 10,34        | 60,56       | 3      |
|                                         | Léon Meyer           | PRRRS | 22,91        | 39,44       | 7      |
| Liste Radicale-Socialiste               |                      |       | 22,91        | 39,44       | 7      |